# Пиезмы
Пиезмы (лат. Piesmatidae) — семейство полужесткокрылых из подотряда клопов.

## Описание
Скуловые пластинки головы продвинуты вперёд в виде двух небольших отростков. Глазки имеются. Хоботок и усики 4-члениковые. Надкрылья с густой сетью ячеек; полнокрылые особи с почти целиком прозрачной перепоночкой, у короткокрылых надкрылья прикрывают всё брюшко, но не перекрываются сзади.

## Экология
Клопы — растительноядные. Зимуют во взрослой стадии.

## Классификация
Семейство разделяется на три подсемейства и одиннадцать родов.
- Piesmatinae
  - Afropiesma Pericart, 1974
  - †Eopiesma Nel, Waller & De Ploeg, 2004
  - †Heissiana Popov, 2001
  - Mcateella Drake, 1924
  - Miespa Drake, 1948
  - Parapiesma Pericart, 1974
  - Piesma Lepeletier & Serville, 1825

- Psamminae
  - Psammium Breddin In Schumacher, 1913
  - Saxicoris Slater, 1970
  - Sympeplus Bergroth, 1921

- Thaicorniae
  - Thaicoris Kormilev, 1969